# Apostolska nunciatura na Irskem
Apostolska nunciatura na Irskem je diplomatsko prestavništvo (veleposlaništvo) Svetega sedeža na Irskem, ki ima sedež v Dublinu.
Trenutni apostolski nuncij je Giuseppe Leanza.

## Seznam apostolskih nuncijev
- Paschal Charles Robinson (27. november 1929–27. avgust 1948)
- Ettore Felici (2. september 1949–9. maj 1951)
- Gerald Patrick Aloysius O'Hara (27. november 1951–8. junij 1954)
- Albert Levame (16. junij 1954–5. december 1958)
- Antonio Riberi (19. februar 1959–28. april 1962)
- Giuseppe Maria Sensi (10. maj 1962–8. julij 1967)
- Joseph Francis McGeough (8. julij 1967]] - marec [[1969)
- Gaetano Alibrandi (19. april 1969–1989)
- Emanuele Gerada (4. februar 1989–17. oktober 1995)
- Luciano Storero (15. november 1995–1. oktober 2000)
- Giuseppe Lazzarotto (11. november 2000–22. december 2007)
- Giuseppe Leanza (22. februar 2008–danes)